# Chuyến bay 1549 của US Airways
Chuyến bay 1549 của US Airways là chuyến bay thương mại gồm hai chặng đường với lịch trình thường lệ hàng ngày khởi hành từ Sân bay LaGuardia ở Thành phố New York đến Sân bay Quốc tế Charlotte/Douglas ở Charlotte, Bắc Carolina và sau đó đến Sân bay Quốc tế Seattle-Tacoma phục vụ Seattle và Tacoma, Washington. Chặng bay đầu của chuyến bay vào ngày 15 tháng 1 năm 2009 chấm dứt khoảng 6 phút sau khi cất cánh bằng việc buộc phải hạ cánh khẩn cấp xuống sông Hudson. Trong lúc vượt lên cao 3.200 feet trong khoảng thời gian 2 phút sau khi cất cánh, chiếc máy bay hai động cơ Airbus A320 được tin là bị một đàn chim đâm vào cả hai động cơ khiến cả hai cánh quạt nén ngưng trệ và vì thế làm mất một phần hay toàn bộ lực đẩy của cả hai động cơ. Toàn bộ hành khách và nhân viên phi hành đoàn sống sót sau tai nạn.
Sự kiện hạ cánh trên sông Hudson huyền thoại này đã trở thành nguồn cảm hứng cho bộ phim Cơ trưởng Sully phát hành năm 2016.

## Chuyến bay
Vào ngày 15 tháng 1 năm 2009, chuyến bay 1549 cất cánh từ đường băng 04 của Sân bay LaGuardia ở Thành phố New York lúc 3:26 p.m. giờ miền đông Hoa Kỳ (20:26 UTC) với 150 hành khách và phi hành đoàn 5 người. Đường bay theo lịch trình thường ngày của chuyến bay 1549 là chuyến bay nội địa Hoa Kỳ, đầu tiên bay đến Sân bay Quốc tế Charlotte/Douglas, Bắc Carolina, và sau đó tiếp tục bay đến Sân bay Quốc tế Seattle-Tacoma ở tiểu bang Washington.
Nữ phát ngôn nhân của Cơ quan Quản lý Hàng không Liên bang (FAA) Laura Brown nói rằng theo thông tin ban đầu cho thấy thì các động cơ của máy bay đã bị chim đâm vào ngay sau khi cất cánh. Thông tin chính xác được xác nhận sau khi điều tra, chiếc Airbus bị đàn ngỗng đâm vào 2 động cơ. Thông tin không chính thức được xem lại trên màn hình radar cho thấy rằng chuyến bay vượt lên cao tối đa là 3.200 bộ (980 mét) trước khi nó bắt đầu hạ xuống thấp. Cơ trưởng đã gọi radio đến kiểm soát không lưu báo là máy bay của ông bị chim đâm vào động cơ và tuyên bố đáp khẩn cấp. Vì hỗn loạn cơ phó đã bật động cơ điện phụ trợ  Hành khách thuật lại là chiếc máy bay bị mất lực đẩy, động cơ bị cháy và ngửi thấy mùi xăng trước khi đáp xuống.

### Phi hành đoàn
Cơ trưởng của chuyến bay là Chesley B. Sullenberger III, 57 tuổi từ Danville, California. Ông là một cựu đại úy phi công của Không lực Hoa Kỳ, phục vụ với vai trò phi công máy bay chiến đấu và từng lái F-4 Phantom II từ năm 1973 đến năm 1980. Sau khi rời không quân, ông trở thành phi công hành không thương mại cho US Airways. Cơ phó là Jeffrey Skiles, 49 tuổi từ Oregon, Wisconsin. Các tiếp viên hàng không là Donna Dent, Doreen Welsh, và Sheila Dail.

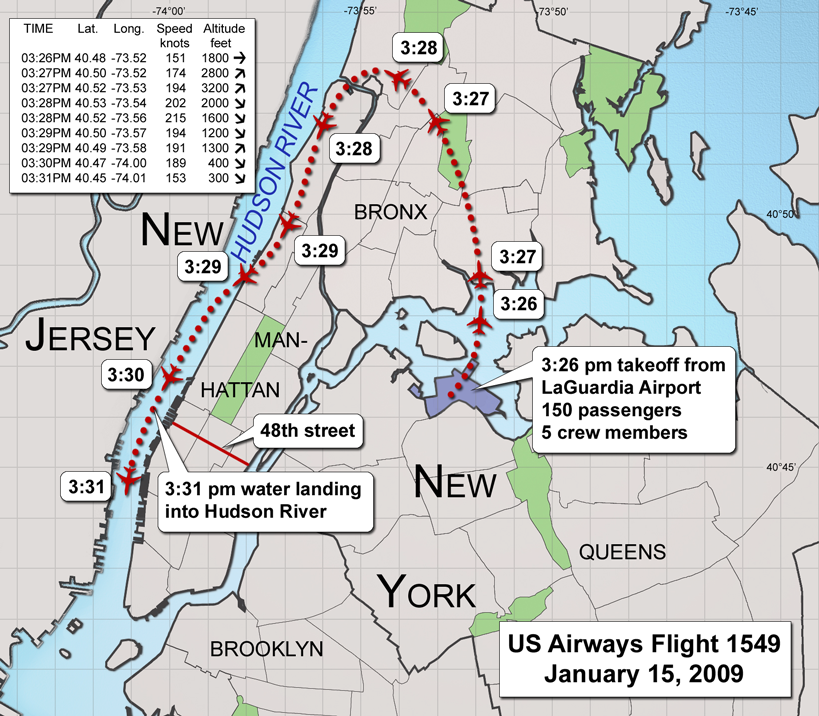
Đường đi của chuyến bay

### Máy bay
Chiếc máy bay là loại Airbus A320-214 có động cơ CFM56 và số sản xuất 1044. Số đăng ký máy bay (tail number) là N106US. Chuyến bay đầu tiên là ngày 15 tháng 6 năm 1999, được giao mới cho US Airways vào tháng 8 năm 1999. Nó đã thực hiện được 16.299 chuyến bay. Lần bảo dưỡng gần đây (kiểm tra và bảo dưỡng được thực hiện mỗi 550 giờ bay) là vào ngày 6 tháng 12 năm 2008. Loại Airbus A320 có một nút điều khiển để đáp xuống nước với chức năng là đóng lại tất cả các valves và cửa đóng dưới bụng máy bay để hạn chế tốc độ nước tràn vào máy bay.

## Hạ cánh xuống sông Hudson
Cơ trưởng gọi radio đến kiểm soát không lưu rằng máy bay bị chim đâm vào động cơ và tuyên bố đáp khẩn cấp. Hành khách sau đó kể lại là máy bay mất lực đẩy, động cơ bị cháy và có mùi xăng trước khi hạ cánh. Thông tin không chính thức được xem lại trên màn hình radar cho thấy rằng chiếc máy bay lên cao tối đa khoảng 3.200 bộ (980 mét) trước khi nó bắt đầu hạ xuống thấp.
Một trong hai phi công nói với kiểm soát không lưu là họ có ý định đáp khẩn cấp xuống một sân bay được nhìn thấy bên dưới. Nhân viên điều khiển không lưu nhận ra sân bay đó là Sân bay Teterboro trong Quận Bergen, tiểu bang New Jersey. Ý định đáp xuống Sân bay Teterboro là liên lạc sau cùng từ máy bay trước khi các phi công quyết định đáp khẩn cấp xuống mặt nước trên sông Hudson vì thiếu độ cao để bay đến bất cứ sân bay nào gần đó. Điều khiển không lưu tại Sân bay LaGuardia báo cáo là thấy máy bay vượt qua bên trên cầu George Washington thấp hơn 900 bộ. Khi máy bay gần đụng mặt nước, cơ trưởng thông báo "Brace for impact" (có nghĩa là giữ chặt vị trí để đáp khẩn cấp) và các tiếp viên hàng không đã chỉ thị cho hành khách cúi đầu về phía trước.
Khoảng 6 phút sau khi cất cánh, chiếc máy bay chạm mặt sông Hudson với tốc độ 125 dặm Anh một giờ, hướng về phía nam ở vị trí gần Phố 48 trong khu Manhattan và cảng Imperial của Weehawken, tiểu bang New Jersey, cách Times Square non 1 dặm Anh và những đường phố đông đúc của khu Midtown Manhattan, và trong khoảng cách 3000 bộ (910 mét) từ ba nhà ga bến phà.
Qua việc đáp thành công trên mặt nước, theo nhật báo The Wall Street Journal, cơ trưởng chuyến bay "đã đạt được 1 kỳ công thử thách kỹ thuật nhất và hiếm có nhất trong hàng không dân dụng."

### Cấp cứu

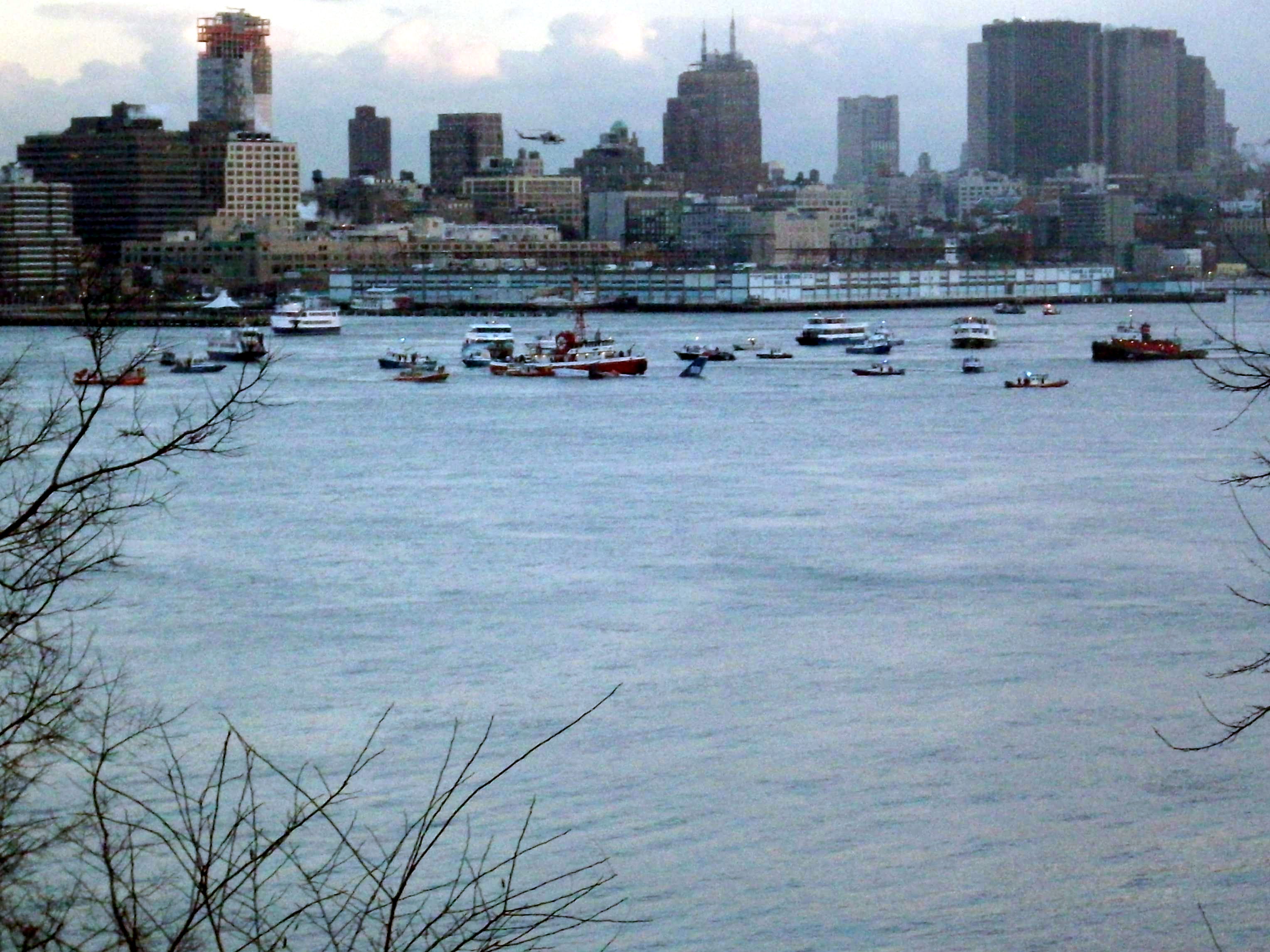
Chiếc máy bay nằm trên sông Hudson, vây quanh là tàu thuyền của Tuần duyên Hoa Kỳ, Cảnh sát New York, Cứu hỏa New York và tàu phà

Các tàu phà và tàu kéo gần đó gần như đến tiếp cứu hành khách ngay lập tức. Một số hành khách đứng chờ trên cánh của chiếc máy bay đang nổi trên mặt nước, trong lúc những hành khách khác leo lên các xuồng cấp cứu. Trong vài phút, Sở Cứu hỏa Thành phố New York (FDNY), Sở Cảnh sát Thành phố New York (NYPD) và Tuần duyên Hoa Kỳ (USCG) có mặt tại hiện trường để giúp cho công cuộc cứu cấp. Tất cả hành khách và nhân viên phi hành được di tản an toàn khỏi máy bay.
Sở Cứu hỏa Thành phố New York đáp ứng với tàu cứu hỏa John D. McKean. Trên bộ, sở cứu hỏa thông báo tình trạng khẩn cấp mức độ 3 và huy động các đơn vị hỗ trợ tiếp vận và các đơn vị đối phó tình trạng khẩn cấp chính của họ và có đến 36 xe cứu thương sẵn sàng tại hiện trường. Sở cảnh sát đáp ứng với các máy bay trực thăng, tàu thuyền và thợ lặn.
Ngoài ra, khoảng 30 xe cứu thương của các tổ chức khác cũng sẵn sàng bao gồm xe cứu thương của một số bệnh viện. Nhiều cơ quan khác cũng cung cấp hỗ trợ y tế dọc theo bờ sông phía Weehawken bang New Jersey.

### Thương tích
Chỉ có một người bị thương đáng kể: một tiếp viên cần phẫu thuật vì bị gãy chân. Tổng cộng có 78 người được chăm sóc y tế, đa số bị thương nhẹ và mất nhiệt vì thời tiết quá lạnh trên sông.
Trung tâm Y tế Công giáo Thánh Vincent tại Greenwich Village nhận bệnh nhân của vụ tai nạn này (cũng như Trung tâm Bệnh viện Thánh Luke's-Roosevelt) trong đó có từ 5 đến 10 người được chăm sóc vì bị lạnh cóng. Bệnh viện Roosevelt nhận thêm 10 bệnh nhân. Tất cả có 15 hành khách được chăm sóc tại các bệnh viện trong khi những hành khách khác được chăm sóc tại các cơ sở y tế nhỏ.

## Truyền thông
Cuốn hồi ký của Sullenberger năm 2009, Highest Duty: My Search for What Really Matters, đã được chuyển thể thành phim truyện Sully, đạo diễn bởi Clint Eastwood. Phim có sự tham gia của Tom Hanks trong vai Sullenberger và Aaron Eckhart trong vai phi công phụ Jeff Skiles. Phim được phát hành bởi Warner Bros vào ngày 9 tháng 9 năm 2016.
Nó được giới thiệu trong một tập của chương trình truyền hình Mayday với tựa đề "Hudson River Runway"; tập này nằm trong phần 10, tập 5.
Nó được giới thiệu trong phần 1, tập 1 của chương trình truyền hình Why Planes Crash.
Nó được giới thiệu trong phim hoạt hình ngắn năm 2020 Hudson Geese đạo diễn bởi Bernardo Britto.